# Chanson de Walther
La Chanson de Walther (ou Waltharilied, Walthari-Lied, Waltharii poesis, Waltharius, Chant de Walther d'Aquitaine) est une chanson de geste en hexamètres latins attribuée au moine Ekkehard Ier de Saint-Gall vers 930. Le texte serait inspiré d'un ancien poème allemand perdu et d'auteur inconnu à une époque du Ve siècle où les invasions ravageaient l'Alsace. On incline à la faire remonter au IXe siècle, période de renaissance carolingienne. Dans cette perspective, Karl Ferdinand Werner défend l'hypothèse que l'auteur serait Ermold le Noir.
Le combat final est situé en Vasgovie (Wasgau) sur une voie menant du Palatinat vers le nord de l'Alsace autour d'une falaise séparée d'une faille étroite, au lieu-dit le Wasigenstein,.

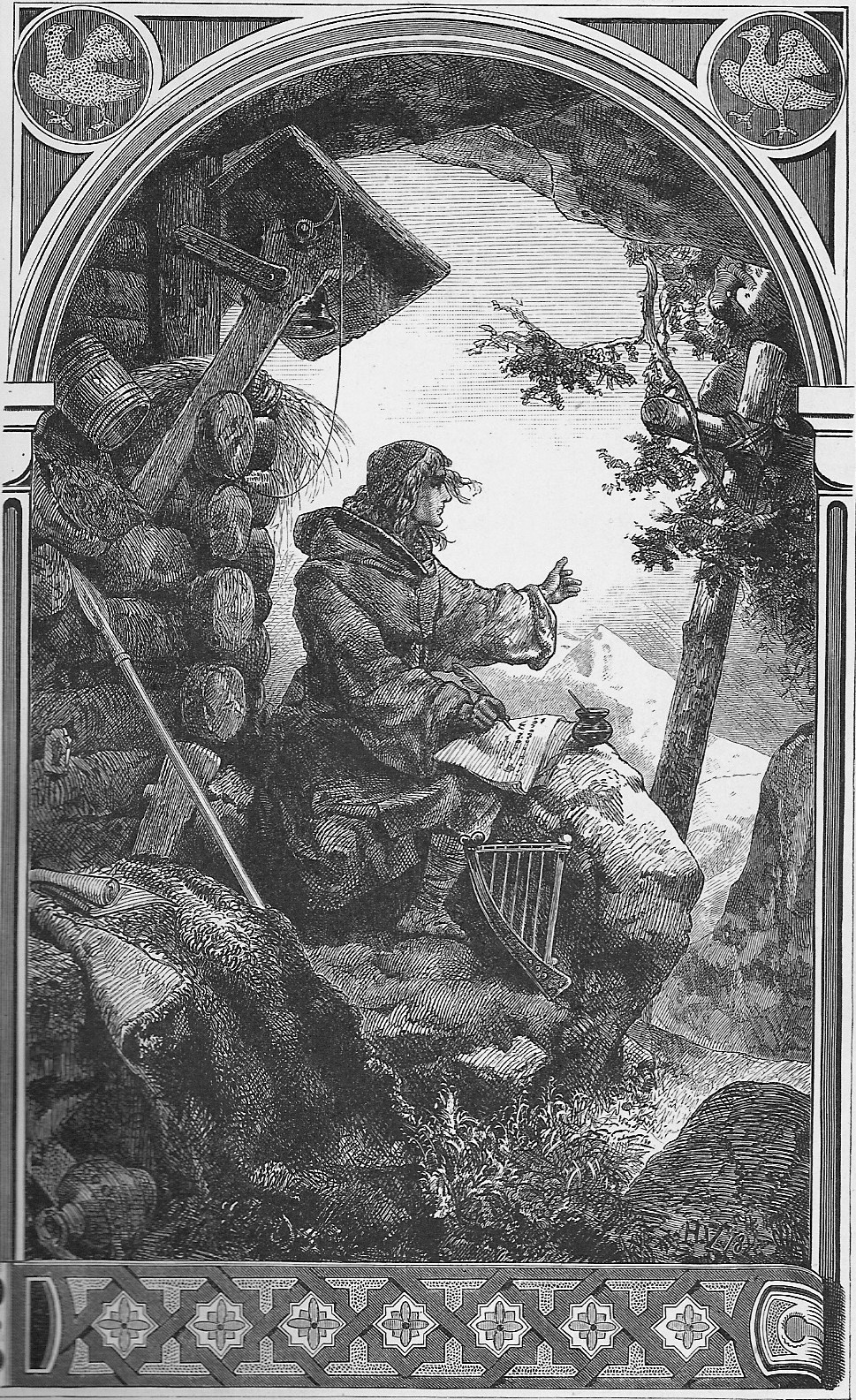
Ekkehard compose le Waltharilied. Source: Illustrierte Literaturgeschichte, Otto von Leixner, Leipzig, 1880

## La légende

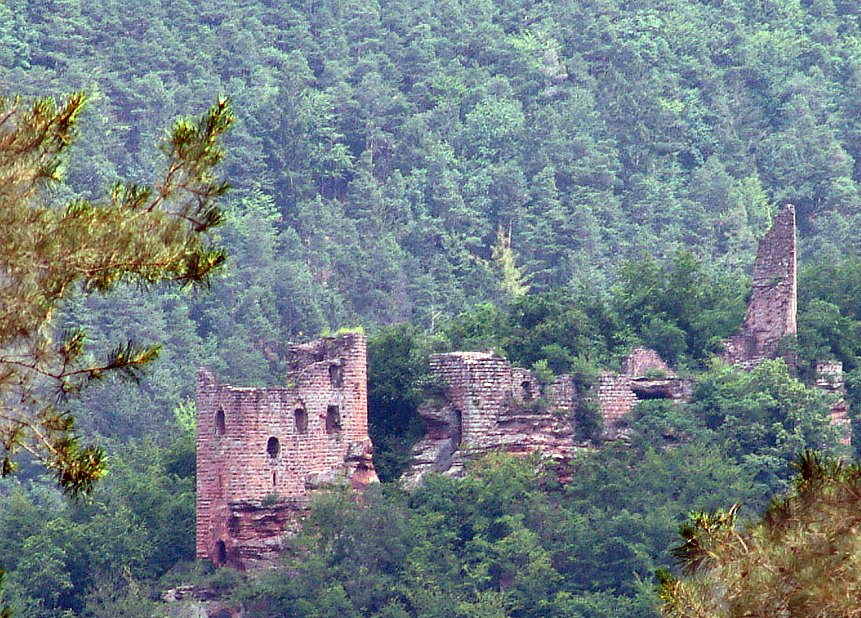
Le château du Wasigenstein, XIIIe siècle

Vers 430, les Huns tentent de s'emparer de l'Occident en combattant entre autres les Francs, les Burgondes et le peuple d'Aquitaine. Pour préserver leurs royaumes, les souverains traitent avec l'envahisseur. Comme gage d'alliance les enfants royaux des pays soumis sont envoyés en otage à la cour du roi des Huns. Walther d'Espagne (ou Waltharius, Gautier) un Wisigoth fils du roi d'Aquitaine et sa fiancée Hildegonde (ou Hiltgund, Hildegarde, Ildico) fille du roi burgonde  Herrich, grandissent ainsi à la cour d'Attila.
Ils suivront Hagen von Tronje (ou Hagano) également otage, un franc rhénan fidèle du roi Gunther (ou Gunnar, Guntheris, Gundahar en lat. Gundaharius) et s'évadent en enivrant les Huns lors d'un festin, emportant avec eux deux coffres remplis de bracelets d'or rouge.

Ils remettent au passeur qui les transporte sur l'autre rive du Rhin un sandre que Walther avait pêché dans le Danube. Le même soir, Gunther le roi des francs, dans sa cour de Worms, voit paraître à sa table un poisson inconnu qui n'existe pas dans le Rhin. Le passeur interrogé révèle qu'il avait fait traverser un chevalier accompagné d'une belle demoiselle. Ils transportaient deux coffres dont le son métallique laissait deviner un trésor.
Gunther comprend et veut s'emparer du butin pour récupérer la rançon que son père avait dû payer à Attila. Rattrapé à Wasigenstein le prince Walther bat onze chevaliers de Gunther. L'étroitesse du défilé rocheux, toujours visible, ne permettait que des combats singuliers.

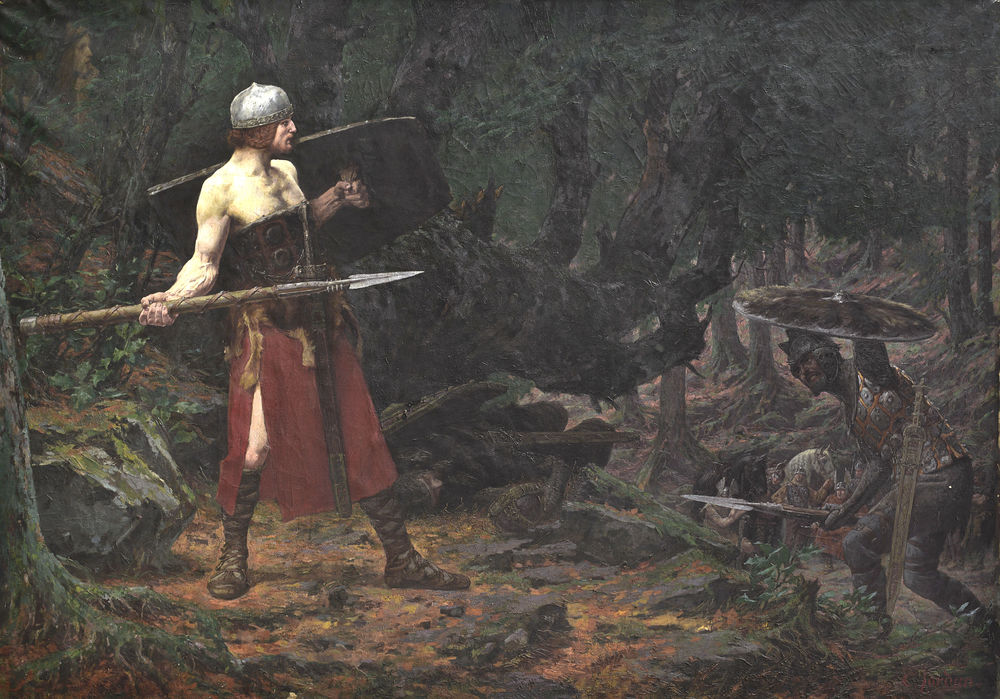
Waltharius, œuvre de Karl Jordan, 1904 (Musée d'Art moderne et contemporain de Strasbourg).

Gunther et son vassal Hagencontinuent de traquer les fugitifs. Le combat final a lieu entre le Walterstein, à deux kilomètres du défilé rocheux de Wasigenstein, et le Landskopf. Gunther a une jambe tranchée, Hagen six molaires arrachées et un œil crevé et Walther la main droite coupée. Hildegonde aura mis à l'abri le trésor et Lion le cheval de Walther.
Suivront une réconciliation et les soins dévoués de Hildegonde avec l'eau d'une source; la source d'Hildegonde.
Après ces péripéties, Gunther et Hagen rejoignent Worms. Walther et Hildegonde retournent en Aquitaine où ils se marient et après la mort du roi Alpher, règneront pendant trente ans estimés et aimés par leur peuple.

## La Chanson des Nibelungen
La Chanson des Nibelungen fait référence au Waltharilied en quelques lignes :

« Aussi ai-je toujours très bien connu Hagen. Deux beaux enfants furent mes otages, lui et Walter d'Espagne. Ils ont grandi ici jusqu'à l'âge d'hommes. J'ai renvoyé Hagen chez lui. Walther s'est enfui avec Hildegund.
Etzel se remémora de vieilles histoires qui s'étaient passées jadis. Il avait reconnu son ami de Tronege qui, dans sa jeunesse, lui avait rendu de grands services. Maintenant, dans son âge mur, Hagen allait lui tuer de nombreux amis chers. »

— Versets 1756 et 1757.

« Qui donc resta assis sur son bouclier devant le Waskenstein, alors que Walther d'Espagne lui tuait tant d'amis et de parents ? »

— Verset 2344.

## Contexte historique
Les Francs, les Burgondes et les Wisigoths sont les principaux peuples barbares intégrés à l'Empire romain qui dominent la Gaule à la fin du Ve siècle.

La Gaule à l'avènement de Clovis en 481.

Le peuple germain des Wisigoths venu des Balkans a obtenu de l'Empire romain le droit de s'installer comme peuple fédéré en terre d'Aquitaine pour se soustraire du joug des Huns. Après le sac de Rome en 410, Alaric meurt. Son successeur Athaulf remonte vers le nord en Gaule où il enlève aux « usurpateurs » romains Jovin et Sébastien la Provence puis l'Aquitaine (418).
Les Burgondes venus de Pologne s'établissent à la même période comme fédérés dans l'Empire romain. Gunther est considéré comme le fondateur, en 413, du premier royaume burgonde établi sur la rive gauche du Rhin à Worms. Il lutte tour à tour contre les Romains, les Suèves, les Alamans et les Huns d'Attila et de Bleda. Gunther est tué lors d'une bataille livrée contre des mercenaires huns à la solde du général romain Aetius en 437. Cette sévère défaite met fin au royaume burgonde de Worms; le peuple burgonde obtenant l'autorisation des autorités de Rome pour migrer en Sapaudia (Savoie et Helvétie actuelles).
L'armée d'Attila sera vaincue en 451. La mosaïque des peuples occupant le territoire de la Gaule est alors particulièrement complexe. Les Francs sont païens, les Wisigoths et les Burgondes chrétiens ariens.
L'espace gaulois sera réuni à la mort de Clovis en 511 sous la domination exclusive franque.